# Hans Schmidt-Isserstedt
Hans Schmidt-Isserstedt, född 5 maj 1900 i Berlin, död 28 maj 1973 i Pinneberg, Västtyskland, var en tysk dirigent och kompositör.

## Biografi
Schmidt-Isserstedt studerade musik i Heidelberg och Münster. Han studerade också  komposition under Franz Schreker vid Berlins Hochschule für Musik, och tog sin doktorsexamen 1923.
Han började sin karriär som repetitör vid Operan i Wuppertal 1923 och hade ledande befattningar vid operahusen i Rostock (1928-1931) och Darmstadt (1931-1933).Han hade sedan posten som förste dirigent vid Staatsoper Hamburg från 1935 till 1943 och 1944 utsågs han till musikalisk ledare vid Staatsoper Berlin.
År 1945, efter slutet av andra världskriget uppmanade de brittiska militära myndigheterna Schmidt-Isserstedt (som inte hade gått med i nazistpartiet) att starta en orkester på den nordvästtyska Radion (NWDR) i Hamburg. Sex månader senare, var NWDR:s symfoniorkester bemannad och som dess förste chefsdirigent ledde han orkesterns första konsert i november 1945. Efter delningen av radiostationen 1956 fortsatte han med orkestern på Norddeutscher Rundfunk (NDR) och var orkesterns förste chefsdirigent till 1971.
Under sina år i denna roll, blev han en förespråkare av musik av kompositörer vars musik hade förbjudit i Tyskland under Tredje riket, såsom Bartók, Stravinskij och Hindemith. Hans favoritkompositör var dock Mozart, och han gjorde flera inspelningar och gav många föreställningar av hans verk. I synnerhet är hans inspelningar av Mozarts operor Idomeneo och La finta giardiniera mycket uppskattade.
Från 1955 till 1964 var Schmidt-Isserstedt chefsdirigent även vid Kungliga Filharmoniska Orkestern i Stockholm. Han genomförde föreställningar av Figaros bröllop vid Glyndebourne Festival 1958, och Tristan und Isolde på The Royal Opera i Covent Garden 1962. Han gjorde också en uppmärksammad inspelning av alla Beethovens symfonier. År 2002 gav Decca Records ut en box med Schmidt-Isserstedt inspelningar av alla Beethovens symfonier, pianokonserter och hans violinkonsert.
Schmidt-Isserstedts egna kompositioner omfattar sånger, operan Hassan gewinnt (Rostock, 1928), och orkestermusik.